# Adam Wheeler
Adam Wheeler est un lutteur américain spécialiste de la lutte gréco-romaine né le 24 mars 1981 à Lancaster (Californie).

## Biographie
Lors des Jeux olympiques d'été de 2008, il remporte la médaille de bronze en combattant dans la catégorie des -96 kg.